# Rally Dakar de 1987
El Rally Dakar de 1987, la novena edición de esta carrera rally raid, se realizó del 1 al 22 de enero de ese año. El trayecto total de esta versión, que se extendió entre Versalles y Dakar, fue de 13 000 km y se disputó por rutas de Francia, Argelia, Níger, Malí, Mauritania y Senegal.
Participaron en total 312 coches y 154 motocicletas, de los cuales llegaron a la final 98, y 26, respectivamente.

## Recorrido
| Etapa | Fecha       | Origen                     | Destino                    | Total (km) |
| ----- | ----------- | -------------------------- | -------------------------- | ---------- |
| 1     | 1 de enero  | Versalles Francia          | Barcelona · España         | 1.200      |
|       | 2 de enero  | Traslado a África          |                            |            |
| 2     | 3 de enero  | Argel Argelia              | Ghardaia Argelia           | 623        |
| 3     | 4 de enero  | Ghardaia Argelia           | El Golea Argelia           | 455        |
| 4     | 5 de enero  | El Golea Argelia           | In Salah Argelia           | 679        |
| 5     | 6 de enero  | In Salah Argelia           | Tamanrasset Argelia        | 819        |
| 6     | 7 de enero  | Tamanrasset Argelia        | Arlit Níger                | 705        |
| 7     | 8 de enero  | Arlit Níger                | Arbre Thierry Sabine Níger | 712        |
| 8     | 9 de enero  | Arbre Thierry Sabine Níger | Dirkou Níger               | 506        |
| 9     | 10 de enero | Dirkou Níger               | Agadez Níger               | 702        |
|       | 11 de enero | Día de descanso            |                            |            |
| 10    | 12 de enero | Agadez Níger               | Tahoua Níger               | 518        |
| 11    | 13 de enero | Tahoua Níger               | Niamey Níger               | 600        |
| 12    | 14 de enero | Niamey Níger               | Gao Mali                   | 645        |
| 13    | 15 de enero | Gao Mali                   | Timbuctú Mali              | 418        |
| 14    | 16 de enero | Timbuctú Mali              | Néma Mauritania            | 590        |
| 15    | 17 de enero | Néma Mauritania            | Tidjikja Mauritania        | 735        |
| 16    | 18 de enero | Tidjikja Mauritania        | Atar Mauritania            | 458        |
| 17    | 19 de enero | Atar Mauritania            | Nuadibú Mauritania         | 571        |
| 18    | 20 de enero | Nuadibú Mauritania         | Richard Toll Senegal       | 716        |
| 19    | 21 de enero | Richard Toll Senegal       | Saint-Louis Senegal        | 357        |
| 20    | 22 de enero | Saint-Louis Senegal        | Dakar Senegal              | 250        |

## Vencedores por etapas
| Etapa           | Motocicletas        | Coches            |
| --------------- | ------------------- | ----------------- |
| 1               | Gilles Lalay        | Andrew Cowan      |
| 2               | Andréa Balestrieri  | Shekhar Mehta     |
| 3               | Alessandro De Petri | Shekhar Mehta     |
| 4               | Alessandro De Petri | Shekhar Mehta     |
| 5               | Hubert Auriol       | Ari Vatanen       |
| 6               | Hubert Auriol       | Hubert Rigal      |
| 7               | Gilles Lalay        | Hubert Rigal      |
| 8               | Gaston Rahier       | Ari Vatanen       |
| 9               | Gaston Rahier       | Shekhar Mehta     |
| Día de Descanso |                     |                   |
| 10              | Franco Picco        | Andrea Zanussi    |
| 11              | Claudio Terruzzi    | Patrick Tambay    |
| 12              | Gaston Rahier       | Shekhar Mehta     |
| 13              | Hubert Auriol       | Shekhar Mehta     |
| 14              | Hubert Auriol       | Patrick Tambay    |
| 15              | Thierry Charbonnier | Jérôme Boussier   |
| 16              | Franco Picco        | Kenjiro Shinozuka |
| 17              | Cyril Neveu         | Patrick Tambay    |
| 18              | Cyril Neveu         | Ari Vatanen       |
| 19              | André Boudou        | Hiroshi Masuoka   |
| 20              | Gaston Rahier       | Hiroshi Masuoka   |
| Fuente:         |                     |                   |

## Clasificación final

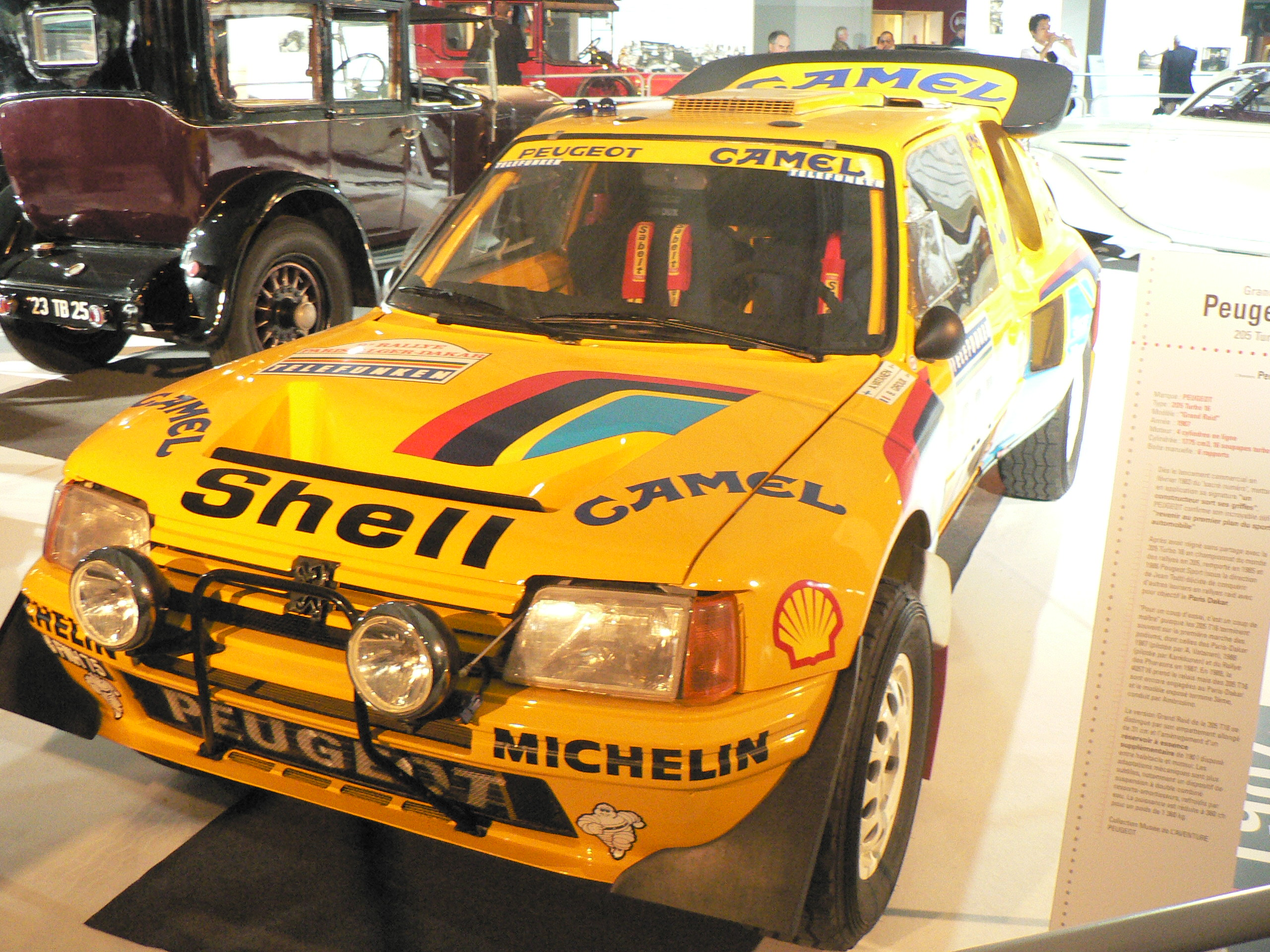
Peugeot 205 oficial del Rally París-Dakar.

### Coches
| Puesto | Piloto / copiloto                       | País                  | Marca       |
| ------ | --------------------------------------- | --------------------- | ----------- |
| 1      | Ari Vatanen / Bernard Giroux            | Finlandia / · Francia | Peugeot     |
| 2      | Patrick Zaniroli / Alain Lopes          | Francia               | Range Rover |
| 3      | Kenjiro Shinozuka / Jean Claude Fenouil | Japón / Francia       | Mitsubishi  |

### Motos
| Puesto | Nombre              | País         | Marca  |
| ------ | ------------------- | ------------ | ------ |
| 1      | Cyril Neveu         | Francia      | Honda  |
| 2      | Edi Orioli          | Italia       | Honda  |
| 3      | Gaston Rahier       | Bélgica      | BMW    |
| 4      | Franco Picco        | Italia       | Yamaha |
| 5      | Carlos Mas          | España       | Yamaha |
| 6      | François Charliat   | Francia      | Honda  |
| 7      | Serge Bacou         | Francia      | Yamaha |
| 8      | Thierry Charbonnier | Francia      | Yamaha |
| 9      | Philippe Joineau    | Francia      | Suzuki |
| 10     | Pierre Karsmakers   | Países Bajos | Honda  |

### Camiones
| Puesto | Piloto / copiloto                             | País            | Marca |
| ------ | --------------------------------------------- | --------------- | ----- |
| 1      | Jan de Rooy Yvo Geusens Theo van de Rijt      | Países Bajos    | DAF   |
| 2      | Karel Loprais Radomír Stachura Jaroslav Krpec | República Checa | Tatra |
| 3      | Jiří Moskal Jaroslav Joklík Pavel Záleský     | República Checa | LIAZ  |